# ساوث سي
ساوث سي (بالإنجليزية: southsea)‏ هو منتجع على البحر واسم لمنطقة جغرافية، وتقع في بورتسموث في الطرف الجنوبي من جزيرة بورتسي، هامبشاير، إنجلترا. تقع ساوث سي إلى الجنوب من وسط مدينة بورتسموث وإلى الشرق من بورتسموث القديمة. أنها وضعت أصلا باعتبارها منتجع الفيكتوري في القرن ال19 ونمت في ضاحية سكنية كثيفة والمنطقة التجارية والترفيهية المتميزة كبيرة، منفصلة عن مركز مدينة بورتسموث نفسه  اسم المنطقة تنبع من قلعة ساوث سي؛ حصن، وتقع على الواجهة البحرية والتي شيدت عام 1544 للمساعدة في الدفاع سولنت والنهج لبورتسموث الميناء.
وتشمل المناطق المحيطة بها طريق ألبرت، طريق بالمرستون وطريق أوزبورن الذي يضم العديد من الحانات والمطاعم والمتاجر المستقلة. طريق بالمرستون هو الشارع الرئيسي من ساوث سي ويحتوي على اثنين من المتاجر الوطنية، فضلا عن المكتبة المحلية. شارع ألبرت هو شارع متميز يحتوي على أماكن التسوق والأماكن الثقافية، والتي تتضمن مسرح الملوك، المسرح الإقليمي الذي بني في عام 1907.

## المناخ
يظهر الجدول التالي التغييرات المناخية على مدار السنة لساوث سي:
| البيانات المناخية لـساوث سي       | البيانات المناخية لـساوث سي | البيانات المناخية لـساوث سي | البيانات المناخية لـساوث سي | البيانات المناخية لـساوث سي | البيانات المناخية لـساوث سي | البيانات المناخية لـساوث سي | البيانات المناخية لـساوث سي | البيانات المناخية لـساوث سي | البيانات المناخية لـساوث سي | البيانات المناخية لـساوث سي | البيانات المناخية لـساوث سي | البيانات المناخية لـساوث سي | البيانات المناخية لـساوث سي |
| الشهر                             | يناير                       | فبراير                      | مارس                        | أبريل                       | مايو                        | يونيو                       | يوليو                       | أغسطس                       | سبتمبر                      | أكتوبر                      | نوفمبر                      | ديسمبر                      | المعدل السنوي               |
| --------------------------------- | --------------------------- | --------------------------- | --------------------------- | --------------------------- | --------------------------- | --------------------------- | --------------------------- | --------------------------- | --------------------------- | --------------------------- | --------------------------- | --------------------------- | --------------------------- |
| متوسط درجة الحرارة الكبرى °م (°ف) | 9.6 (49.3)                  | 8.8 (47.8)                  | 10.6 (51.1)                 | 13.4 (56.1)                 | 16.8 (62.2)                 | 19.4 (66.9)                 | 21.8 (71.2)                 | 21.8 (71.2)                 | 19.3 (66.7)                 | 15.8 (60.4)                 | 12.0 (53.6)                 | 10.0 (50.0)                 | 14.9 (58.9)                 |
| متوسط درجة الحرارة الصغرى °م (°ف) | 5.1 (41.2)                  | 4.3 (39.7)                  | 5.4 (41.7)                  | 6.4 (43.5)                  | 9.6 (49.3)                  | 12.3 (54.1)                 | 15.0 (59.0)                 | 15.0 (59.0)                 | 12.8 (55.0)                 | 10.9 (51.6)                 | 7.5 (45.5)                  | 5.9 (42.6)                  | 9.2 (48.5)                  |
| الهطول مم (إنش)                   | 65 (2.6)                    | 50 (2.0)                    | 52 (2.0)                    | 42 (1.7)                    | 28 (1.1)                    | 40 (1.6)                    | 32 (1.3)                    | 43 (1.7)                    | 62 (2.4)                    | 81 (3.2)                    | 72 (2.8)                    | 80 (3.1)                    | 647 (25.5)                  |
| متوسط الأيام الممطرة              | 11.2                        | 9.5                         | 8.3                         | 7.6                         | 6.5                         | 7.4                         | 5.4                         | 6.6                         | 8.5                         | 10.9                        | 10.3                        | 11.2                        | 103.4                       |
| ساعات سطوع الشمس الشهرية          | 67.9                        | 89.6                        | 132.7                       | 200.5                       | 240.8                       | 247.6                       | 261.8                       | 240.7                       | 172.9                       | 121.8                       | 82.3                        | 60.5                        | 1٬919٫1                     |
| نسبة وصول أشعة الشمس              | 26                          | 31                          | 36                          | 49                          | 51                          | 51                          | 54                          | 54                          | 46                          | 38                          | 31                          | 25                          | 41                          |
| المصدر #1: Met Office             |                             |                             |                             |                             |                             |                             |                             |                             |                             |                             |                             |                             |                             |
| المصدر #2: BADC                   |                             |                             |                             |                             |                             |                             |                             |                             |                             |                             |                             |                             |                             |

## أعلام
- باسيل هول تشامبرلين
- أكسل هايغ
- باري ريد
- أليسون جاكسون
- إيما كامدن
- بيتر سلرز
- جيمي ستيفن
- جيمي ألين
- فرانسيس إلينور ترولوب
- ألفرد وود

## وصلات خارجية
- الموقع الرسمي
 Visitor Website for Portsmouth (incl. Southsea)
- Southsea Town Council
- Southsea Village